# Anton Heinz
Anton Heinz (* 7. Januar 1998 in Gütersloh) ist ein deutscher Fußballspieler.

## Aktive Laufbahn
2015 wechselte Heinz, der seine Karriere in der Jugend des FC Gütersloh begann, aus der U17 von Arminia Bielefeld in die Jugendabteilung des SC Verl. Aus der U19 heraus erfolgten bereits zur Spielzeit 2016/2017 erste Einsätze für die 2. Mannschaft des SC Verl in der Landesliga Westfalen. Zur Spielzeit 2017/2018 gelang ihm dann auch der Sprung in die erste Mannschaft, welche zu dem Zeitpunkt in der Regionalliga West spielte.
Heinz spielte in der Folge weiterhin für die 1. Mannschaft und die Zweitvertretung des SC Verl. Neben Einsätzen in der Liga absolvierte er auch 3 Partien mit einem Torerfolg im Westfalenpokal für den Verein. In der Spielzeit 2019/20 gewann er mit dem Club überraschend mit 2:1 in der 1. Runde des DFB-Pokal gegen den Erstligisten FC Augsburg. In dieser Partie kam Heinz in der 72. Spielminute für Aygün Yıldırım aufs Feld.
Im Juli 2020 wechselte Heinz innerhalb der Regionalliga West zum SV Lippstadt 08. In Lippstadt verbrachte Heinz nur eine Spielzeit. Bis zum Ende der Spielzeit absolvierte er 37 Ligaspiele mit 9 Scorerpunkten (ein Tor und 8 Vorlagen) und einen Einsatz im Westfalenpokal.
Von 2021 bis 2023 spielte Heinz für Rot-Weiß Oberhausen weiterhin in der Regionalliga West. In 69 absolvierten Ligaspielen erzielte er für die Kleeblätter 30 Treffer und bereitete weitere 15 Tore vor. In der Spielzeit 2022/2023 erreichte er mit RWO das Finale im Niederrheinpokal, welches aber mit 0:2 gegen Rot-Weiss Essen verloren wurde. Nach zwei Spielzeiten trennten sich die Wege von Spieler und Verein.
Seit Sommer 2023 steht Heinz bei Alemannia Aachen unter Vertrag. Gleich in seiner ersten Spielzeit 2023/24 dort konnte er mit der Alemannia die Meisterschaft in der RL West und den damit verbundenen Aufstieg in die 3. Liga feiern. Zudem gewann er mit dem Verein den Mittelrheinpokal und persönlich konnte er sich mit 20 erzielten Treffern die Torjägerkanone sichern. Vor allem über seine drei Freistoßtore im Ligaspiel beim Wuppertaler SV im Dezember 2023 wurde überregional berichtet. Sein Debüt in Liga 3 absolvierte er am 3. August 2024 beim 2:1-Erfolg über Rot-Weiss Essen. Heinz erzielte dabei beide Tore für die Alemannia. Im Sommer 2025 verließ er den Verein und wechselte zur zweiten Mannschaft des FC Bayern München.

## Erfolge
- Meister der Regionalliga West und Aufstieg in die 3. Liga: 2023/24
- Mittelrheinpokal-Sieger: 2024
- Regionalliga West 2023/24 – Torschützenkönig: 20 Tore.